# Коптяева, Надежда Николаевна
Надежда Николаевна Коптяева (16 апреля 1987) — российская биатлонистка, чемпионка и призёр чемпионата России. Мастер спорта России.

## Биография
На внутренних соревнованиях представляла Ханты-Мансийский автономный округ и спортивное общество Вооружённых сил. Тренеры — А. С. Астраханцев, В. П. Захаров.
В сезонах 2006/07 и 2007/08 принимала участие в гонках юниорского Кубка IBU. Лучшим результатом стало третье место в спринте на этапе в Гейло в ноябре 2007 года. На российских соревнованиях становилась призёром юниорского чемпионата страны по летнему биатлону (2007), зимней Спартакиады учащихся России.
На взрослом уровне становилась чемпионкой России 2009 года в командной гонке, бронзовым призёром в гонке патрулей в составе сборной ХМАО.
В начале 2010-х годов завершила профессиональную карьеру. В 2011 году принимала участие в ведомственных соревнованиях общества «Динамо».